# Castelo de Cacela

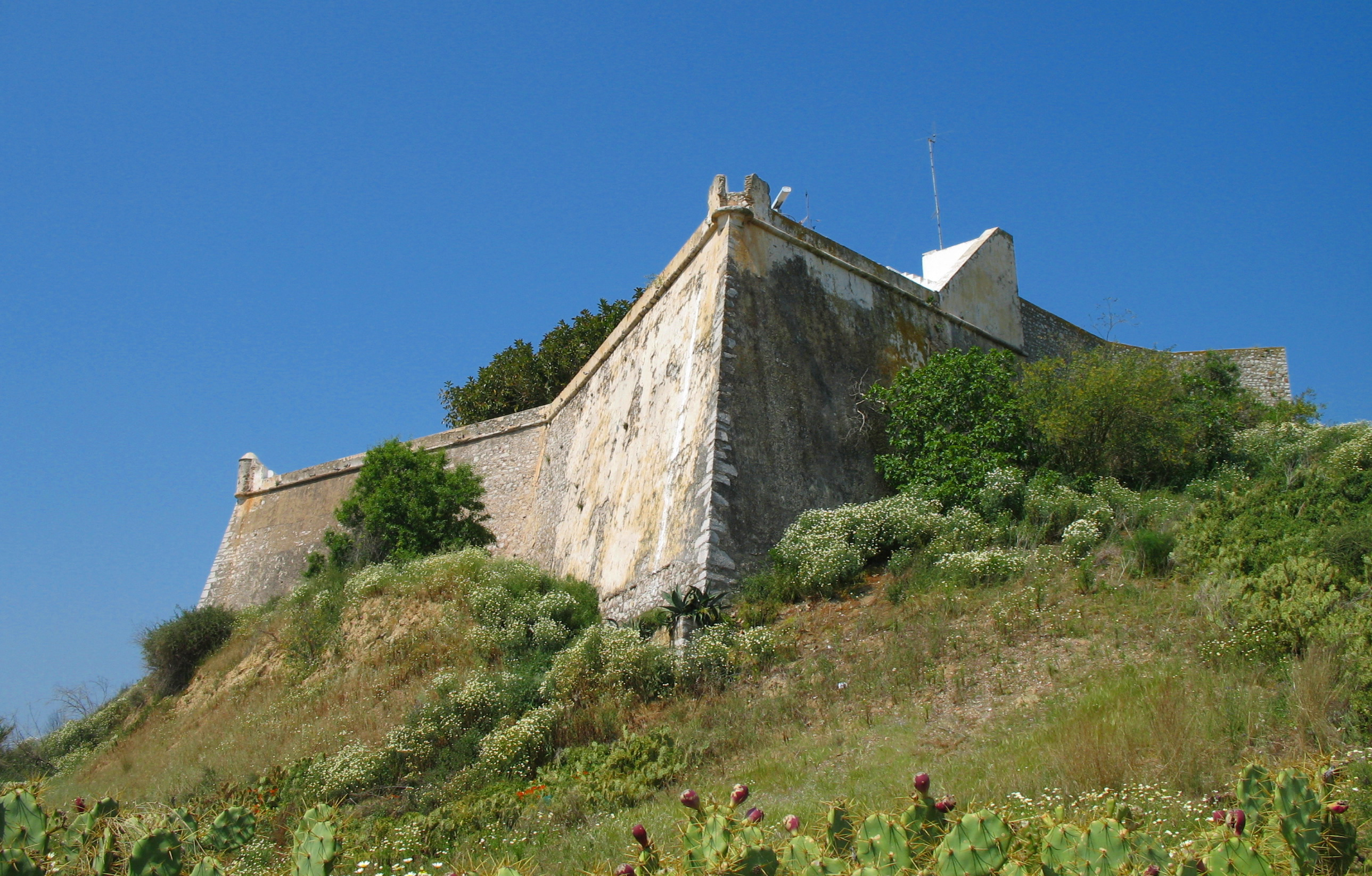

O Castelo de Cacela ergueu-se na povoação de Cacela-Velha, na atual freguesia de Vila Nova de Cacela, no Município de Vila Real de Santo António, no distrito de Faro, no Algarve, em Portugal.
Em posição dominante numa elevação rochosa sobranceira à ria Formosa, os seus vestígios encontram-se atualmente compreendidos no património classificado da Fortaleza de Cacela e da própria povoação de Cacela Velha, um dos mais importantes conjuntos arquitetónicos do Algarve.

## História

### Antecedentes
Pesquisas arqueológicas preliminares esclarecem que a primitiva ocupação humana desta península remonta à época pré-romana, sucessivamente por cúneos, feníncios e cartagineses, ligada à atividade pesqueira e ao comércio. Após a Invasão romana da Península Ibérica os conquistadores aqui teriam mantido uma base militar, período a partir do qual se teria adensado o povoamento do interior.
Quando da Invasão muçulmana da Península Ibérica pelas forças islâmicas sob o comando geral de Tárique (712), as regiões de Beja e do Algarve foram dominadas no ano seguinte por Abdalazize ibne Muça, tendo o litoral algarvio permanecido em poder de clãs iemenitas e sírios. A área de Cacela foi dominada por elementos do grupo Banu Darrâj, tendo a localização privilegiada lhe garantido importância regional, constituindo-se em sede regional por volta do século X. Pensa-se que, durante o califado, o alfoz de Cacela se estenderia até ao actual concelho de Alcoutim, englobando alcarias e castelos, tais como o Castelo Velho de Alcoutim e o Castelo das Relíquias, situados em espaços pastoris e mineiros. Estes castelos faziam parte de um sistema defensivo associado a uma forte preocupação político-administrativa de centralização e ordenamento do território.[carece de fontes?] No caso do Castelo de Cacela, esta fortificação seria utilizada para controlar o movimento das embarcações com origem e destino em Tavira.
A povoação encontra-se referida no "Roteiro" do geógrafo árabe Dreses no início do século XII, que descreve o Algarve: "Cacela é uma fortaleza construída à beira-mar. Está bem povoada e há nela muitas hortas e campos de figueiras." Por essa época, as alterações dos bancos de areia da ria Formosa já prejudicavam o ancoradouro de Cacela, em favor do da vizinha Tavira.

### O castelo medieval
Na passagem para o século XIII, a fortificação muçulmana de Cacela conheceu um primeiro momento de abandono, embora ainda mantendo relativa importância militar, tendo sido uma das últimas posições conquistadas pelas forças cristãs de Portugal no Algarve. Na Cúria Régia, reunida em Santarém, com o consentimento de sua esposa, D. Beatriz, o rei D. Afonso III (1248-1279) doou este castelo, juntamente com o Castelo de Ayamonte, ao Mestre da Ordem de Santiago, D. Paio Peres Correia (20 de fevereiro de 1255). A Ordem procedeu-lhe, a partir de então, obras de reconstrução e ampliação.

### Do forte aos nossos dias
Apresentando ruína, no século XVI, o castelo foi reconstruído por ordens de D. João III ou de D. Sebastião. É sabido que este último inspeccionou pessoalmente as obras em 1573. Neste período certamente terá recebido linhas abaluartadas, ao estilo da época. Pouco mais tarde, entretanto, relatos de 1617 dão conta de as suas muralhas se encontravam arruinadas do lado da arriba; em 1750 a fortificação encontrava-se arruinada, tendo sofrido extensos danos causados pelo terramoto de 1755.
A atual estrutura defensiva, de pequenas dimensões, remonta ao final do século XVIII. Apresenta planta no formato de um polígono estrelado, tendo recebido dois baluartes se debruçando sobre o mar.
Nesse período, a sede do Concelho foi extinta, o que demonstra a perda de importância da povoação.
Cacela-Velha foi classificada como Imóvel de Interesse Público por Decreto publicado em 6 de março de 1996.

## Características

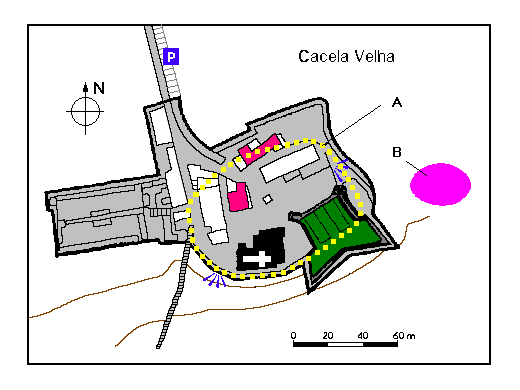
Cacela-Velha, Portugal: possível traçado da cerca medieval:
"A" - cerca muçulmana;
"B" - cemitério muçulmano.

São reduzidos os vestígios documentais e arquitectónicos que permitam uma efectiva delimitação da primitiva cerca muçulmana, em taipa, mas calcula-se que correspondesse a uma área de cerca de 0,5 hectares.[carece de fontes?]
Alguns troços da muralha do antigo castelo medieval podem ser apreciados nos setores norte e leste do centro histórico, com planta aproximadamente oval, de reduzidas dimensões.[carece de fontes?]
As principais estruturas do castelo, em estilo gótico, assim como a primitiva igreja, foram substituídas por edificações posteriores. Parte da muralha erguida pela Ordem de Santiago encontra-se atualmente submersa.